# جامع عمر بن الخطاب (الأنبار)
جامع عمر بن الخطاب من مساجد العراق الحديثة، ويقع في البو علوان قرب الحوانيت، في قضاء الرمادي في محافظة الأنبار، والجامع غير مستلم من قبل ديوان الوقف السني في العراق، وبني في عام 1411هـ/1991م، ولقد شيد وبني على نفقة المتبرع (عوض جديع)، وتبلغ مساحتهُ 1200م2، ويحتوي الحرم على مصلى واسع تبلغ مساحته حوالي 750م2 ويتسع لأكثر من 750 مصل، ويحتوي الحرم على منبر مصنوع من الخشب الصاج، وتقام في الجامع صلاة الجمعة وصلاة العيدين والصلوات الخمس.
ومقابل الحرم فسحة طارمة مسقفة، ويحيط المبنى حديقة واسعة، ويحتوي المبنى على منارة مئذنة عالية. ومن نشاطاتهِ إقامة دورات تحفيظ القرآن للطلاب في العطلة المدرسية الصيفية، حيث يخرج المسجد قرابة 80 طالب وطالبة سنوياً من مختلف الأعمار. ويتم تحفيظهم أجزاء من القرآن، بالإضافة إلى بعض المواضيع والدروس الفقهية والآداب الإسلامية العامة.
وفي الجامع غرفتان مخصصتان للإمام والخادم.